# La República
La República è un quotidiano uruguaiano, con sede a Montevideo. Fu fondato il 3 maggio 1988 dal giornalista Federico Fasano Mertens, che ne è tutt'oggi direttore.
Appartenente al gruppo editoriale REG S.A., La República ha un orientamento politico vicino alla sinistra e al centro-sinistra.